# Raxifabia laevis
Raxifabia laevis är en mossdjursart som först beskrevs av Busk 1884.  Raxifabia laevis ingår i släktet Raxifabia och familjen Bifaxariidae. Inga underarter finns listade i Catalogue of Life.